# Puente peatonal Los Carros
El puente peatonal Los Carros es un puente peatonal ubicado en el extremo sur de la comuna de Recoleta, sobre la ribera del Río Mapocho y frente a la calle 21 de Mayo. Conecta la Vega Central y el Mercado de Abasto Tirso de Molina con el Mercado Central, donde diariamente circulan cientos de peatones y comerciantes.

## Historia

### Puentes previos y canalización del Mapocho
En 1870 la Empresa del Ferrocarril Urbano de Santiago habilitó talleres y galpones para los tranvías, en el linde del río Mapocho, sector que ocupa actualmente la «Vega Chica», en calle Artesanos. El puente, antiguamente de madera con tensores de acero, servía para transportar los tranvías al taller. De ahí deriva su apodo «Puente de los Carros», aunque su nombre oficial era Puente del Ferrocarril Urbano.
Durante el gobierno del presidente José Manuel Balmaceda fue creado el Ministerio de Industria y Obras Públicas, al que se le asignó una parte destacada del presupuesto fiscal para impulsar la construcción de un canal en el río Mapocho. Esto permitió encauzar las aguas durante la época invernal, pero también una mejor conectividad entre la Chimba y Recoleta y el centro y sur de la ciudad, ya que también comenzaron a construirse puentes de acero que reemplazaron a los viejos puentes de madera.

### Construcción del actual puente

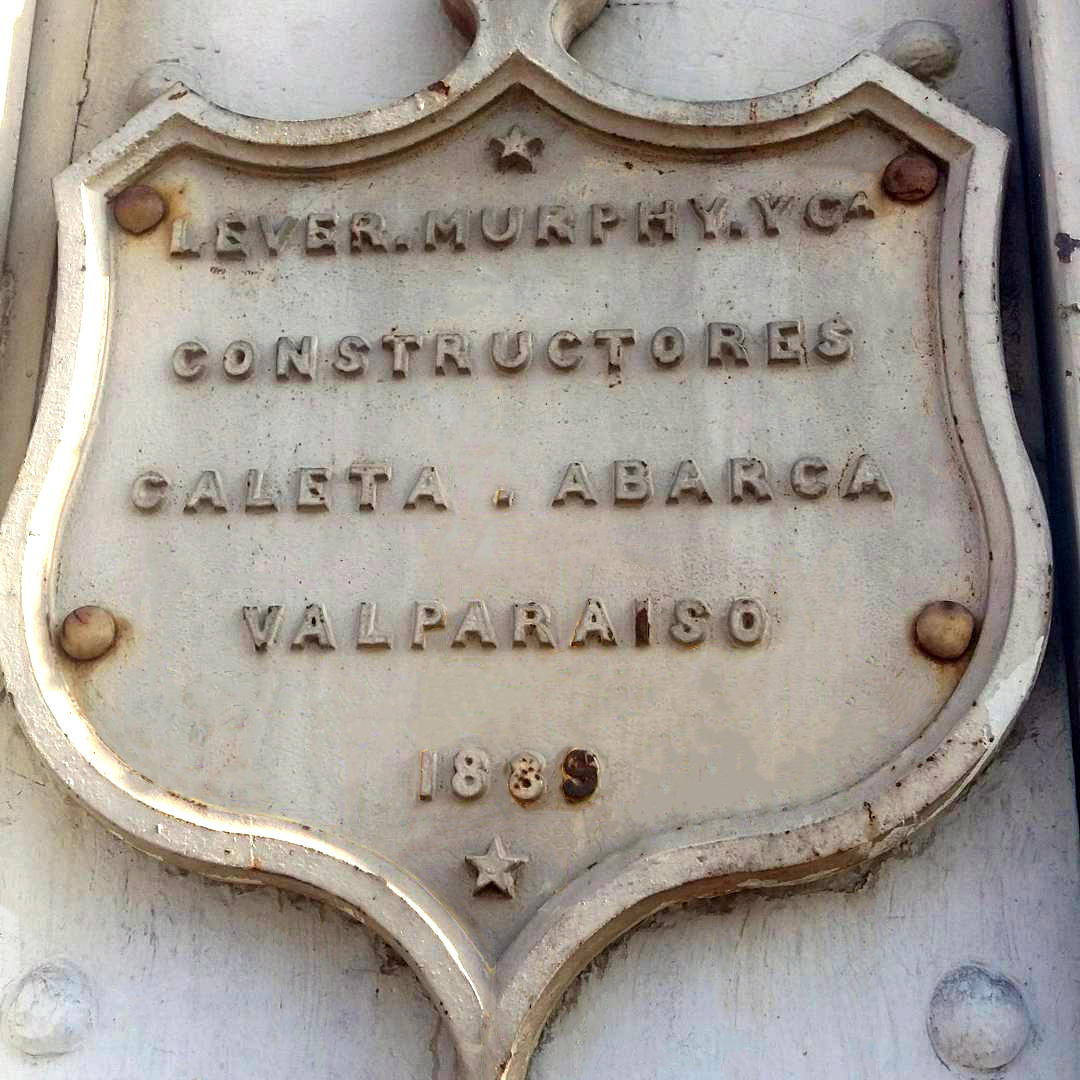
Placa de Lever, Murphy & Co. en el puente.

Dentro de las obras de canalización mencionadas, se incluyó construir un nuevo puente metálico que reemplazaría al antiguo puente Los Carros que ocupaban los tranvías. Este nuevo puente ferroviario se haría al igual que los demás proyectados por Valentín Martínez y José Luis Coo, en un estilo europeo como los que se estaban construyendo en París, pero con sus contravientos un poco más altos en semi arco por la altura de los carros. Todos ellos se levantarían en los muros del canal, evitando la construcción de machones intermedios que complicaban el correr de las aguas. Para lograr la luz que exigía el tramo, se debían armar en una viga continua de celosía metálica, usando perfiles de hierro forjado dimensionados y remachados en caliente. 
Tres de estos puentes se encargaron a la empresa chilena Lever, Murphy & Co., cuyos talleres se encontraban en Caleta Abarca, Viña del Mar. Dicha constructora tenía amplia experiencia en la fabricación de este tipo de puentes y fue la más destacada de la época. Por lo tanto, su contrata en 1889 se hace en condiciones similares a la de otras obras de arte, como los puentes sobre el Maule o el Laja, aun en pie y algunos nombrados como monumentos nacionales. 
La obra se conoció durante el proyecto como el puente Veintiuno de Mayo, por la calle más cercana que lo enfrentaba desde Santiago, pero popularmente sobrevivió el tradicional nombre que se le daba al puente de palo anterior. Las faenas se ejecutaron durante 1889, donde Lever Murphy realizó una serie de trabajos. Primero se dimensionaban los perfiles de fierro de origen inglés en su maestranza. Una vez cortados y perforados se fletaban en bultos por tren al Mapocho. En el río se armaban estos fierros usando pernos y alambres, sobre un andamio en el futuro lecho, para luego remachar toda la estructura in situ. El trabajo así mencionado era bastante rápido y pudo realizarse en paralelo con los puentes Purísima y Loreto, también sobre el canal, y fabricados por la misma empresa.
Recordando a los constructores, el puente tiene cuatro placas soldadas y remachadas a fuego en cuatro pilares en ambas entradas. 

### SiglosXX-XXI

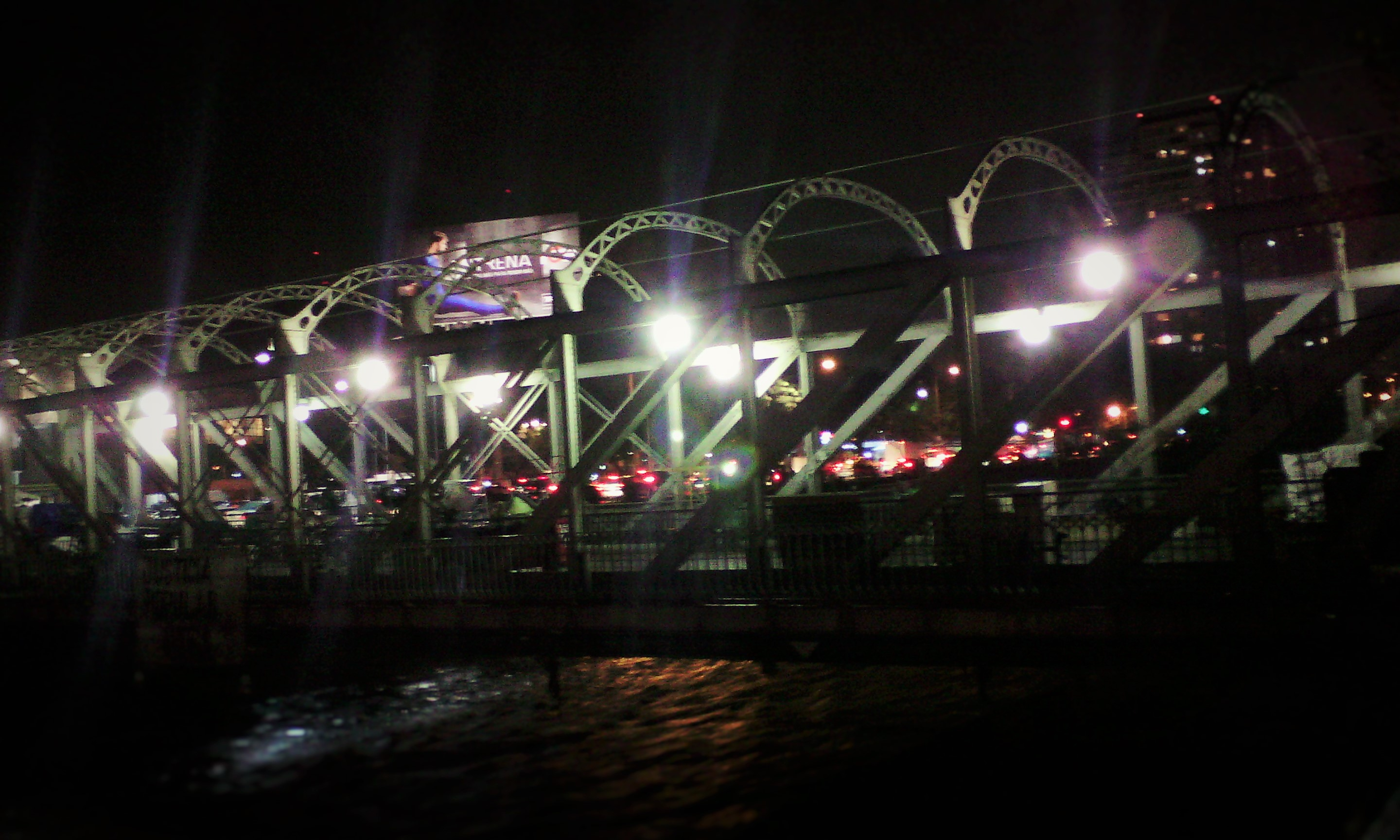
Puente peatonal Los Carros de noche

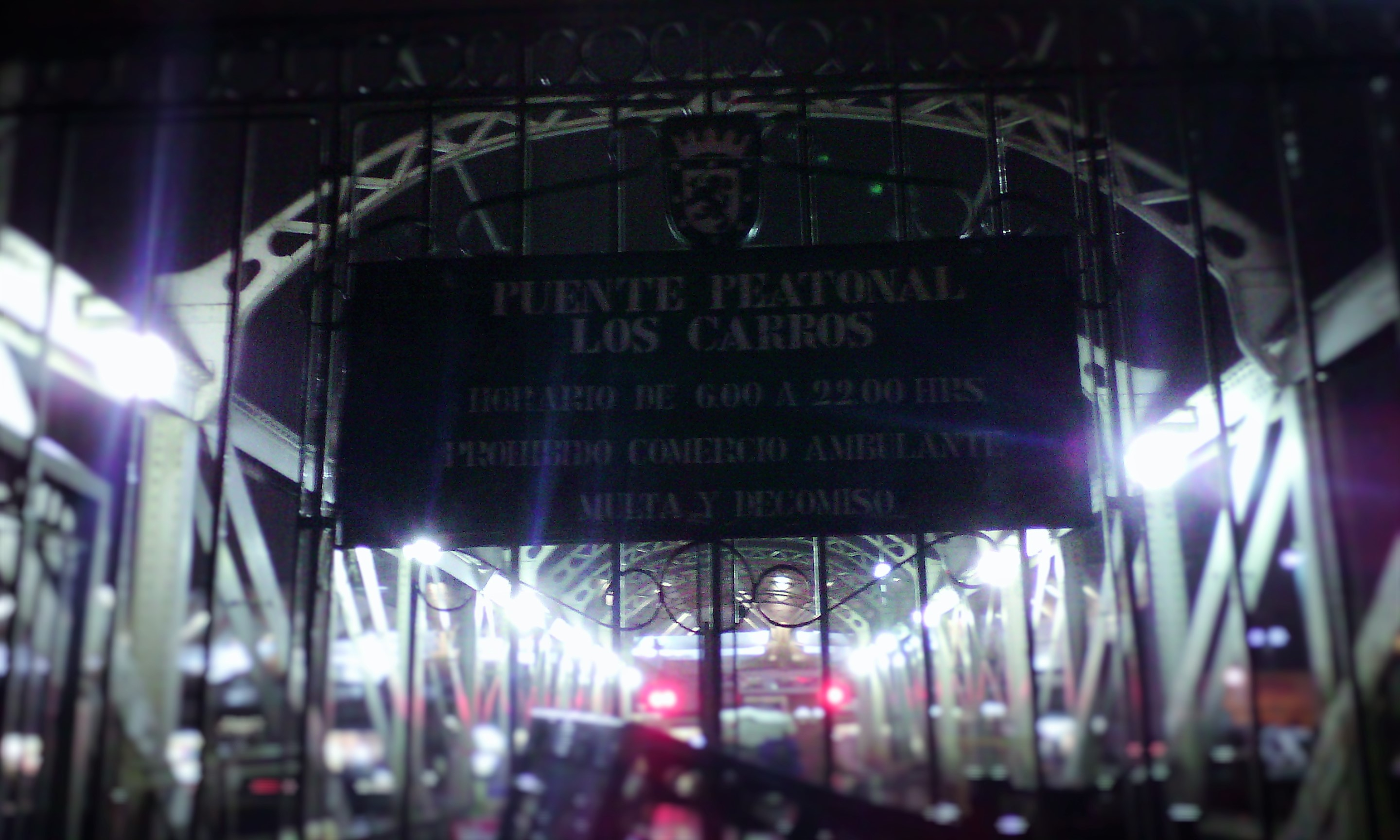
Rejas que cierran el paso al puente durante la noche.

En 1916 concluye la ampliación y construcción de los galpones de la Vega Central, convirtiéndose en un foco de intercambio comercial muy intenso entre ambos lados del río. En 1948 se destinan los ex galpones de la compañía de tranvías a los comerciantes minorista que fundaron allí La Vega Chica, otorgándole una ubicación privilegiada y convirtiéndose en la vía principal para acceder al mercado. La cantidad de gente que transitaba por la vía y el peligro que significaban los vehículos, sumado al poco uso que se le daba a los tranvías, llevó a la municipalidad a declarar el Puente los Carros como de exclusivo uso peatonal.
Esta obra de ingeniería ha sido un factor determinante en el desarrollo histórico y comercial de Recoleta, siendo declarado monumento nacional en 1997, según el decreto 824.

Artículo único: Fíjense los límites del Monumento Histórico "Cuatro Puentes Metálicos sobre el Río Mapocho", que comprende a los dos que enfrentan la calle Purísima, el que enfrenta la Fuente Alemana ubicada en el Parque Forestal y el que enfrenta la calle 21 de Mayo, todos ubicados en la comuna y provincia de Santiago, Región Metropolitana y declarados en esa categoría.
Decreto supremo Nº 824, de 1997, del Ministerio de Educación

A principios del siglo XXI, el Puente Los Carros comenzó a ser escenario de actividades culturales, con presentaciones de músicos y algunos grupos de teatro chilenos y extranjeros, tendencia que se ha mantenido con relativa regularidad hasta ahora. Por razones de seguridad para los transeúntes y para facilitar el combate a la delincuencia, además de evitar que se convierta en alojo de vagabundos, el puente debió ser cerrado con rejas durante las noches, que abren en la mañana temprano y cierran dos horas antes de la medianoche.[cita requerida]